# Gunnar Birkerts

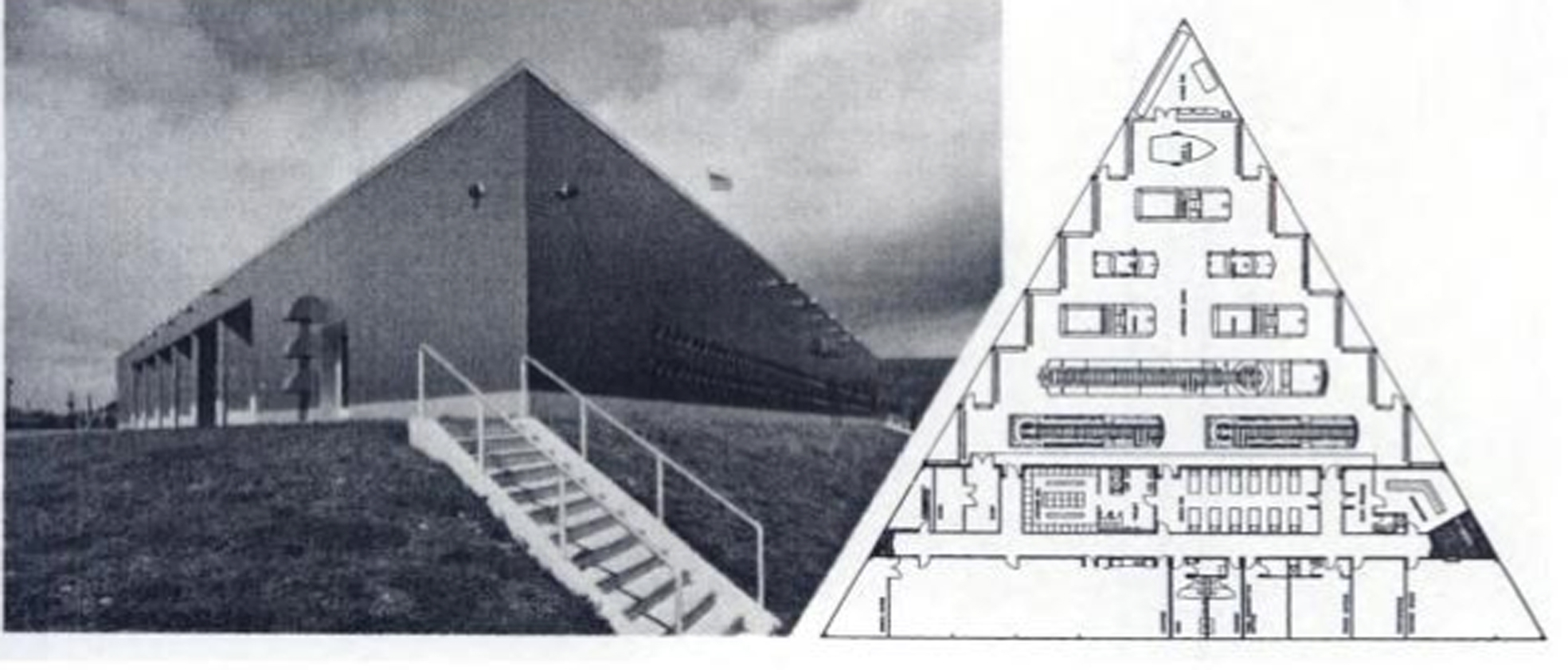
Corning fire station, fasad och planlösning. Byggnaden har en strikt form där små fordon placeras i den smalare delen mot spetsen. Samtliga funktionsutrymmen har bakats in i triangelns bas såsom omklädning, förråd, matsal, sovsal och kontor, där alla rum nås via en bred korridor..

Gunnar Birkerts, född 17 januari 1925 i Riga i Lettland, död 15 augusti 2017 i Needham i Massachusetts i USA, var en lettisk-amerikansk arkitekt. Birkerts ritade flera offentliga byggnader, ofta med speciella byggnadsformer, exempelvis The Corning Museum of Glass (1980) som har en organisk lekfull form, och The Calvary Baptist Church i Michigan (1977) med en röd prismaliknande volym. Andra exempel på offentliga byggnader är USA:s ambassad i Caracas i Venezuela med vridningar i fasad samt den kanske mest kända dåvarande kontorskomplexet för Federal Reserve Bank of Minneapolis numera Marquette Plaza vars fasad ska symboliserar en hängbro som för tankarna till jämvikt och ekonomisk stabilitet.
Senaste projektet var nationalbiblioteket 2014 i Riga i Lettland, nationalbiblioteket kallat Castle of Light vars arkitektoniska form refererar och hämtar inspiration från lettiska folksagor.

## Cornings brandstation
I USA i staden Corning i delstaten New York, finns en unik brandstation från 1973, en strikt pragmatisk triangelformad byggnad. Stationen är en genomfartsstation, där fordonens olika storlek bestämmer byggnadens form. Portarna är placerade rätvinkligt längs en trappstegsformad fasad, likt Cheopspyramiden. I basen finns ett funktionspaket där alla rum och funktioner nås via en bred korridor. I boken American Architecture beskriver Birkerts följande:

| ” | I am not imposing a form on a program, I am trying to symplify it through finding relationships that mesh. | „ |